# Phan Thiên Tước
Phan Thiên Tước là danh thần nhà Lê sơ trong lịch sử Việt Nam.

## Sự nghiệp
Phan Thiên Tước người huyện Vũ Ninh, tỉnh Bắc Ninh, Việt Nam. Ông tham gia triều chính nhà Lê từ thời Lê Thái Tổ, làm chức Ngự sử, tính tình cương trực, khẳng khái.
Sang thời Lê Thái Tông, ông chuyển sang làm Chuyển vận sứ châu Cổ Đằng. Sau đó Lê Thái Tông lại gọi ông về làm Thị ngự sử. Ông vẫn làm việc một cách thẳng thắn không kiêng dè. Khi đó quốc tang (tang Lê Thái Tổ) chưa hết, đại thần Lê Thụ đã lấy vợ, làm nhà; những đại thần khác như Lê Định cùng 20 người cũng làm nhà - một việc trái phép. Phan Thiên Tước bèn dâng sớ hạch tội. Lê Thái Tông khen ông ngay thẳng nhưng cuối cùng bỏ qua cho những người bị hạch tội.
Năm 1435, Lê Thái Tông hơi lớn, bắt đầu ham chơi. Phan Thiên Tước làm sớ can ngăn. Lê Thái Tông xem sớ xong nổi giận, sai hoạn quan đến nhà ông trách hỏi. Ông đáp rằng:
| “                 | Tôi chủ yếu là yêu vua, làm hết bổn phận mà thôi, có ngại gì chết. | ” |
| — Phan Thiên TƯớc |                                                                    |   |

Hôm sau, ông vào triều lại tâu lời can ngăn nữa. Lê Thái Tông vì vậy càng kính nể ông.
Sau này Phan Thiên Tước làm đến chức Trung thừa và mất vào thời niên hiệu Thái Hòa thời Lê Nhân Tông (1443-1453).